# Pedro Francisco Duque
Pedro Francisco Duque Duque (* 14. März 1963 in Madrid) ist ein ehemaliger spanischer Astronaut und Politiker. Er war der erste und bisher einzige Spanier im Weltraum. Vom 6. Juni 2018 bis zum 12. Juli 2021 war er spanischer Wissenschaftsminister.

## Ausbildung
1986 schloss Duque ein Ingenieurstudium in Luftfahrttechnik an der Polytechnischen Universität Madrid ab. Er arbeitete sechs Jahre für die ESA, bevor er 1992 als Kandidat für einen Raumflug ausgewählt wurde.

## Raumfahrer
Duque trainierte in Russland und den USA. Sein erster Raumflug war an Bord der Space-Shuttle-Mission STS-95 als Missionsspezialist. Im Oktober 2003 besuchte Duque mit Sojus TMA-3 eine Woche lang die Internationale Raumstation.
Er unterstützte nach seinem Raumflug die ESA als Director of Operations des spanischen User Support and Operations Centre (USOC) in Madrid, das durch das Instituto da Riva der Polytechnischen Universität Madrid (IDR/UPM) gemanagt wird. Im Oktober 2011 kehrte er nach vorübergehender anderer Tätigkeit zur ESA zurück und wurde Leiter des Flight Operations Office beim Columbus-Kontrollzentrum (Col-CC) in den Räumen des Raumfahrt-Kontrollzentrums des Deutschen Zentrums für Luft- und Raumfahrt im bayerischen Oberpfaffenhofen.
Im Juni 2017 war er Teilnehmer an der Unterwassermission NEEMO-22.

### Weltraumaufenthalte
| Nr. | Mission                 | Funktion           | Flugdatum | Flugdauer    |
| --- | ----------------------- | ------------------ | --------- | ------------ |
| 1   | STS-95                  | Missionsspezialist | 1998      | 8d 21h 44min |
| 2   | Sojus TMA-3/Sojus TMA-2 | Bordingenieur      | 2003      | 9d 21h 02min |

## Politiker

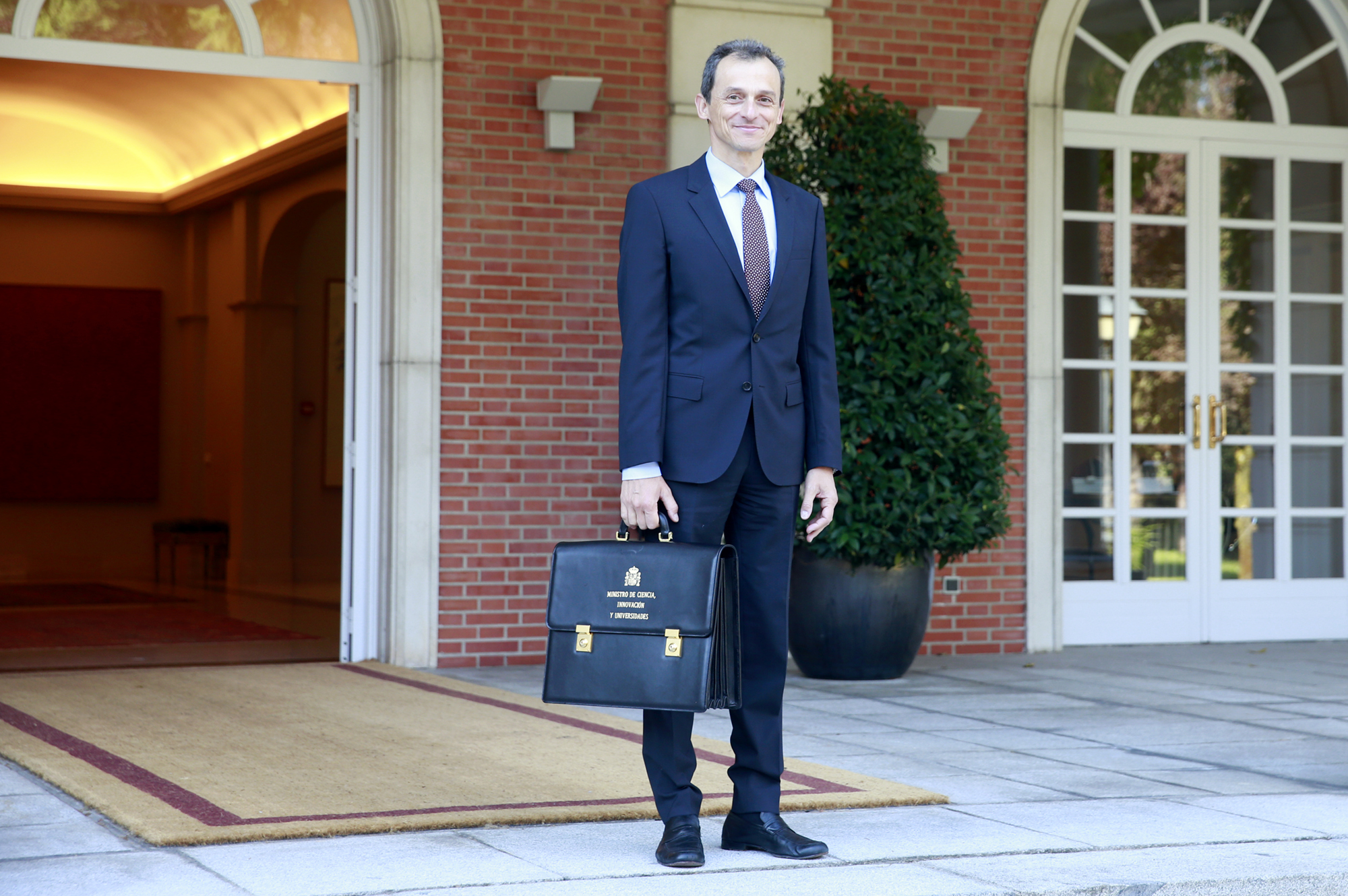
Duque als Minister im Moncloa-Palast, dem Sitz des spanischen Regierungschef.

Seit dem 6. Juni 2018 war Duque Minister für Wissenschaft, Innovation und Universitäten im ersten Kabinett des spanischen Ministerpräsidenten Pedro Sánchez. Im Kabinett Sánchez II war er seit dem 13. Januar 2020 als Minister für Wissenschaft und Innovation zuständig. Den Zuständigkeitsbereich der Hochschulpolitik musste er an Manuel Castells abgeben. Im Rahmen einer Kabinettsumbildung musste er sein Amt Mitte Juli 2021 räumen.
In seiner Amtszeit als Minister setzte sich Duque unter anderem für die Raumfahrt ein und genehmigte einen Sechsjahresplan (2020–2026), der eine Erhöhung des spanischen Beitrags zur ESA um 700 Millionen Euro vorsieht.
Vom Mai 2019 bis Februar 2020 gehörte Duque auch dem spanischen Abgeordnetenhaus an.
Im Dezember 2023 wurde Duque auf Vorschlag der Staatsgesellschaft für Industriebeteiligungen zum Präsidenten der Satellitenbetreibergesellschaft Hispasat ernannt.

## Privates
Duque ist verheiratet und hat drei Kinder.

## Ehrungen (Auswahl)
- 1995 Orden der Freundschaft der Russischen Föderation[8]
- 1999 Gran Cruz al Mérito Aeronáutico[9]
- 1999 Prinz-von-Asturien-Preis für Internationale Zusammenarbeit (zusammen mit den Astronauten Chiaki Mukai, John Glenn und Waleri Poljakow)[10]
- Ehrendoktorwürden der Universidad Politécnica de Valencia,[11] der Universidad Europea de Madrid,[12] der Universidad Nacional de Educación a Distancia[13] und der Universität Almería.[14]
- 2021 Orden Karls III.[15]